# Прапор Єреміївки
Пра́пор Єремі́ївки — геральдичний символ наслених пунктів Єреміївської сільської ради Роздільнянського району Одеської області (Україна): Єреміївки, Богнатового, Бринівки, Бурдівки, Веселого, Поташенкового та Шеметового. Прапор затверджений рішенням Єреміївської сільської ради.

## Опис
Прапор села — прямокутний стяг із вертикальним кріпленням. Стяг розділений на дві горизонтальні частини. Верхня, своєю чергою, містить трикутний символ у верхньому лівому куті. Він жовтого кольору, символізує сонце. Нижня частина стяга — зеленого кольору. Символізує землю. Верхня частина — блакитна, символізує небо.